# Pfannenentgasen
Das Pfannenentgasen (VD-Verfahren, englisch vacuum degassing) ist ein Verfahren der Sekundärmetallurgie zum Entkohlen und Entgasen der Schmelze. Dabei wird im Gegensatz zu dem ähnlichen RH-Verfahren jedoch nicht ein Teil der Schmelze angesaugt, sondern die komplette Gießpfanne in einen Behälter gestellt, der dann evakuiert wird. Gleichzeitig wird die Schmelze mit Stickstoff bzw. Argon gespült. Dadurch, dass der Stahl die Pfanne nicht verlässt, ist die Anlage bei fachgerechtem Betreiben weniger wartungsaufwändig, im Gegensatz dazu können aber bei gleicher Pfannengröße nur geringere Chargengrößen behandelt werden. Die Pfanne darf daher nicht gänzlich befüllt werden.
Ziel der Behandlung ist die Herstellung eines reinen Stahls, der zum Großteil seinen Wasserstoff verloren hat. Dadurch kann die Wasserstoffsprödigkeit des Materials gesenkt werden und der Stahl hält höheren mechanischen Belastungen stand.